# Irena Górska-Damięcka

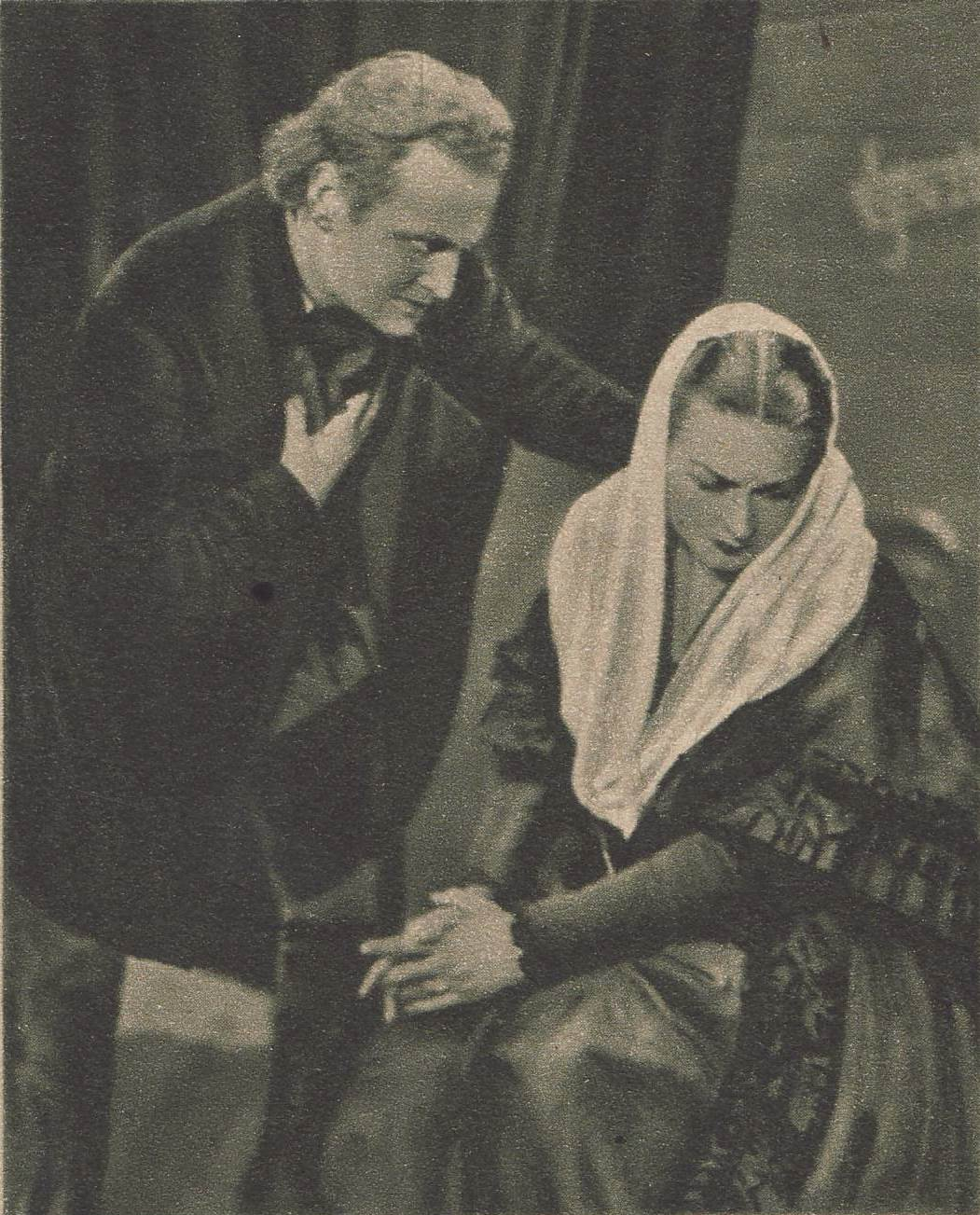
Irena Górska (Judyta) i Dobiesław Damięcki (Ryszard) w sztuce Shawa Uczeń diabła

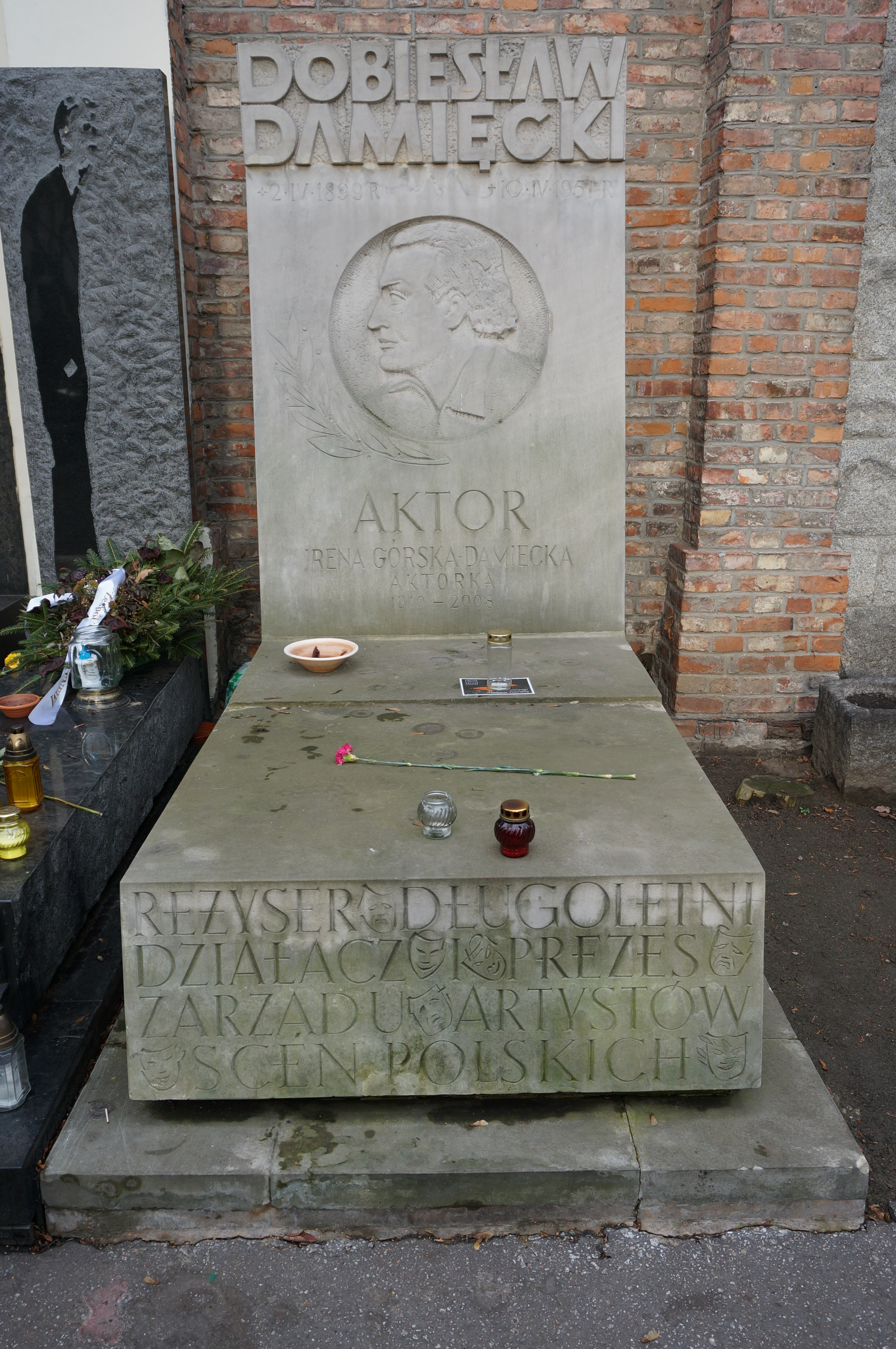
Grób Ireny Górskiej-Damięckiej na cmentarzu Powązkowskim

Irena Górska-Damięcka (ur. 20 października 1910 w Oszmianie, zm. 1 stycznia 2008 w Konstancinie-Jeziornie) – polska aktorka i reżyserka teatralna.

## Życiorys
Córka Alberta Górskiego, kierownika szkoły w Oszmianie, i Aliny z Dzierżków. Żona Dobiesława Damięckiego, matka aktorów Macieja (zm. 2023), Damiana, babka Matyldy, Mateusza i Grzegorza Damięckich.
Damięcka urodziła się 20 października 1910, jednak rok urodzin został zmieniony przez aktorkę na 1916 i taki był podawany oficjalnie.
W latach 1935–1936 występowała w Teatrze Miejskim w Wilnie, w latach 1936–1937 w Polskim Teatrze Dramatycznym we Lwowie, w latach 1937–1938 w warszawskim Teatrze Buffo. Występowała także w warszawskim Teatrze Letnim.
W czasie II wojny światowej wobec zakazu wydanego przez ZASP dotyczącego grania na scenach niemieckich pracowała w barach. Po wyroku na kolaborancie Igonie Symie na murach Warszawy ukazały się listy gończe za aktorem Dobiesławem Damięckim i pozostającą z nim w związku Górską. Gestapo podejrzewało ich o dokonanie zamachu, gdyż Damięcki niedługo przedtem ostro wyrażał się w paru lokalach na temat Syma. 
Przez resztę okupacji ukrywali się w Ostrowcu Świętokrzyskim, gdzie Irena przybrała nazwisko Małgorzaty Bojanowskiej, a Dobiesław, jako Józef Bojanowski, pracował jako nauczyciel w szkole. Tam też urodzili się obaj synowie Damięckich: Damian i Maciej.
Po wojnie występowała w Teatrze Wojska Polskiego w Łodzi (1945–48), warszawskim Teatrze Rozmaitości (1948–50), gdańskim Teatrze Wybrzeże (1950–51), Teatrze Współczesnym w Warszawie (1951–52) oraz Bałtyckim Teatrze Dramatycznym w Koszalinie (1953–55).
W latach 1955–1959 była dyrektorem naczelnym i artystycznym w Teatrze im. Węgierki w Białymstoku.
Następnie ponownie występowała na warszawskich scenach w Teatrze Komedia (1959–65) i Teatrze Dramatycznym (1964–79).
9 stycznia 2008, aktorka została pochowana na cmentarzu Powązkowskim w Warszawie, u boku swojego męża Dobiesława (aleja zasłużonych, grób 62/63).

## Filmografia
- 1938: Serce matki
- 1961: Bitwa o Kozi Dwór

## Publikacje
Irena Górska-Damięcka napisała autobiografię Wygrałam życie, wydaną przez Wydawnictwo Prószyński i S-ka w 1997 (ISBN 83-7180-778-3). Książka otrzymała nagrodę Marii Ginter za najlepszą książkę wspomnieniową 1997 roku.
W swoich wspomnieniach napisała: „Nie mam ani powodu, ani prawa do narzekania, bo bilans wykazuje więcej zysków niż strat. Piękne dzieciństwo. Osiągnięty cel. Nie co innego, tylko Teatr dał mi wspaniałego człowieka na własność. Całe lata zwycięstw, nawet sławy. Czterdzieści sześć lat pracy! Siedemdziesiąt ról! Czterdzieści siedem wyreżyserowanych premier! Czy to mało? Teatrowi oddałam swoich synów. A wierzę, że oddam i wnuków, że i oni przejmą pałeczkę po nas i pobiegną w tej sztafecie. Gdybym im to mogła zapisać w testamencie... Ale zapisuję swój upór, a jestem pewna, że zdobędą wszystko, tak jak ja, która trafiłam w dziesiątkę”.

## Odznaczenia i nagrody
- 1957: Krzyż Kawalerski Orderu Odrodzenia Polski[6]
- 1984: Medal Honorowy „Mecenasom i Twórcom Kultury”
- 1998: Nagroda Literacka im. Marii Ginter za książkę „Wygrałam życie”